# ラインハルト・ギュンツェル
ラインハルト・ギュンツェル（Reinhard Günzel、1944年6月5日 - ）は、ドイツの陸軍軍人。降下猟兵出身で、ドイツ連邦軍の陸軍特殊戦団（KSK）司令官などを歴任したが、反ユダヤ主義的な政治発言が元で更迭された。最終階級は准将（Brigadegeneral）。

## 経歴
ラインハルト・ギュンツェルはオランダのデン・ハーグにて生を受けた。1963年、アビトゥーアに合格すると陸軍に入隊し、第261降下猟兵大隊に配属された。1973年から1982年にかけて中隊長職。1982年からは第273降下猟兵大隊長補、さらに1984年から2年間ハノーバーの陸軍士官学校で野戦参謀としての教育を受けた。1986年から1989年まで第262降下猟兵大隊長を務め、1989年から1992年までは第1空挺師団付参謀を務めた。1992年から第53猟兵連隊長。1993年から第26空挺旅団長補。1995年から第37猟兵旅団長。1997年、この部隊で右翼的な言論が流行している旨が明らかになり、ギュンツェルは当時の国防大臣フォルカー・リューエより厳重な警告を受けている。
1998年からローマのNATO防衛大学の講義を受け、その後も第2防衛管区司令官や第1装甲師団長補などを歴任。2000年11月24日、特殊戦団（KSK）長に就任。

### ホーマン事件と更迭
2003年、ドイツキリスト教民主同盟(CDU)所属の連邦議会議員マルティン・ホーマンは、第二次世界大戦後もドイツ人がユダヤ人に対する加害者として扱われることに反発し、「（多数の犠牲者が出た）ロシア革命の経緯を見れば、（多くが革命側に加わった）ユダヤ人を『加害者民族』と呼んでも差し支えない」と発言した。この発言は在ドイツユダヤ人中央評議会(ZdJ)などの政治団体やメディアから反ユダヤ主義的であると激しい非難を受けていたが、同年10月3日、すなわちドイツ統一の日、ギュンツェルは連邦軍公用便箋を用いて「我が国ではめったに聞けない勇気ある発言。国民の多くも同じ考えだ」などとホーマン発言への支持を表明する旨の書簡を送ったのである。これを受け、国防大臣ペーター・シュトルックはギュンツェルに対して早期退役を言い渡した。
ギュンツェル自身は自らが決して政治的な存在ではなく、また軍人として恥じるべき行為は行なっていないとして解任の判断を批判した。シュトルックはこの発言に対し、自著の中で「突然全てが政治的になった」と記している。以後、軍人が公用便箋を外部に用いる事は禁止された。また連邦大統領署名による軍人の退役通知書には、通常「ドイツ国民たる忠誠を体現した貴官に感謝を示す」と記されているが、ギュンツェルに送られた通知書ではこの文言が削られ、代わりに「重大な犯罪の後、軍当局による懲戒および司法手続きの一環として解任された」と記されていた。

### 退役後
退役後、ギュンツェルは講演活動を始めた。2004年12月9日、ドレスデンのブルシェンシャフトに対して行われた「将校団の気風。ホーマン/ギュンツェル事件の例」と題した講演会は最終的に警察が出動するほどの暴力的なデモに発展した。
2001年9月、ギュンツェルはデア・シュピーゲル誌オンライン版からアメリカ同時多発テロ事件に関するインタビューを受けた。ギュンツェルは元特殊部隊将校としてオサマ・ビン・ラディンの逮捕が非常に多くの流血を必要とするであろうと推測した。さらに同じインタビューの中で、彼は2001年9月11日以降、政治家はより多くのリスクを許容するようになったと述べ、「将来的に、何千もの命を救う為、そしてテロに対抗する為ならば、特殊訓練を受けた兵士の死は許容されるようになってゆくだろう」と語った。
彼はまた、「将校団の気風」の講演に先立って、民間の保守系団体国策研究所(Institut für Staatspolitik)との関係が深い週刊新聞「自由青年」紙(Junge Freiheit)の紙上で、いわゆる「政治的正しさ」に対する批判を行った。
この中でギュンツェルは「我々は歴史的真実を表現するにも多くのタブーに縛られている」と語り、さらに「『ホロコーストの唯一性』の真実を明らかにしようとする運動は称賛を受けるべきである」、「ニュルンベルク裁判は戦勝国側のみの視点から裁かれたという事実を認識する義務がある」とも語っている。そして、こうした問題の背景にある政治的正しさは実に思想統制的であり、「自由社会の知性に対する死刑宣告である」と批判した。旧軍に関しても「1939年から1945年までの全てのドイツ軍人は、勇猛果敢で自己犠牲を厭わず、泥に塗れながらも献身を示した」と語っている。
また、コカイン所持と売春の容疑で有罪判決を受けた元ZdJ委員長代行ミッシェル・フリードマンに対してZdJが全面的な支援を行った事に触れ、団結心で勝るはずの連邦軍将兵からの自分に対する擁護が非常に少なかった点について不満を語っている。
国策研究所と自由青年紙は、共にギュンツェルの講義に関する記録映画を販売している。また、国策研究所所長のゲッツ・クビツェックとの対談も2004年に書籍として出版された。
2005年にはGSG-9創設者ウルリッヒ・ヴェーゲナー、元ブランデンブルク部隊隊員ヴィルヘルム・ヴァルターと共に『Geheime Krieger』（秘密戦闘員）というドイツにおける特殊部隊の歴史に関する書籍を出版した。この中でギュンツェルはKSKがブランデンブルク部隊の伝統を受け継いでいると語っている。ギュンツェルは1995年にも、戦闘訓練における部下への訓示の際、「スパルタやローマ人、そして武装親衛隊のような規律」を部下に求めていたという。